# Ark (álbum de Crossfaith)
Ark (estilizado como AЯK) es el quinto álbum de estudio de la banda japonesa de metalcore Crossfaith. Fue lanzado el 26 de junio de 2024 a través de UNFD Records. Este fue el último álbum con el bajista de larga duración Hiroki Ikegawa, y el único con el guitarrista Daiki Koide, quien fue despedido de la banda en junio de 2025.

## Antecedentes y promoción
El 15 de febrero de 2024, Crossfaith lanzó su primer sencillo, "Zero", junto con un video musical. Se anunció que el guitarrista de gira Daiki Koide se unió oficialmente a la banda como miembro oficial, marcando así Ark como el primer y único álbum con Koide y el último con el bajista de larga trayectoria Hiroki Ikegawa. El 18 de abril, la banda presentó su segundo sencillo, "L.A.M.N", con Bobby Wolfgang, junto con el anuncio del álbum.
El 15 de mayo, la banda lanzó su tercer sencillo, "God Speed", con Wargasm, junto con un video musical. A este le siguieron los sencillos "Warriors", con MAH, vocalista de SiM, y "My Own Salvation".

## Lista de canciones
| N.º | Título                         | Duración |  |
| 1.  | «The Final Call»               | 1:52     |  |
| 2.  | «Zero»                         | 3:07     |  |
| 3.  | «My Own Salvation»             | 3:20     |  |
| 4.  | «God Speed» (con Wargasm)      | 3:18     |  |
| 5.  | «Warriors» (con MAH de SiM)    | 3:59     |  |
| 6.  | «Headshot!»                    | 3:14     |  |
| 7.  | «DV;MM¥ SY5T3M...»             | 3:24     |  |
| 8.  | «L.A.M.N» (con Bobby Wolfgang) | 2:39     |  |
| 9.  | «Night Waves»                  | 3:28     |  |
| 10. | «Afterglow»                    | 2:10     |  |
| 11. | «Canopus»                      | 5:04     |  |

## Personal
Crossfaith
- Kenta Koie – voz principal
- Kazuki Takemura – guitarras
- Daiki Koide – guitarras
- Terufumi Tamano – teclados, programación, samples, coros
- Hiroki Ikegawa – bajo
- Tatsuya Amano – batería

Músicos adicionales
- Wargasm: Actuación invitada (pista 4).
  - Milkie Way - Voces
  - Sam Matlock - Voces
- MAH: voz (pista 5).
- Bobby Wolfgang: voz (pista 8).